# Higuchi Kiichirō

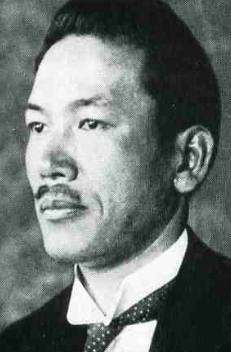
Higuchi Kiichirō

Higuchi Kiichirō (jap. 樋口 季一郎; * 20. August 1888 in Minami-Awaji, Japan; † 11. Oktober 1970) war ein Generalleutnant der Kaiserlich Japanischen Armee.

## Leben
Der in Minami-Awaji auf Awaji-shima geborene Higuchi war das älteste von neun Kindern seiner Eltern. Als er elf Jahre alt war, ließen seine Eltern sich scheiden und er wuchs bei der Familie seiner Mutter auf. Er schloss 1908 die Kaiserlich Japanische Heeresakademie und 1918 die Kaiserlich Japanische Heereshochschule ab. Zunächst wurde er als Militärattaché nach Polen geschickt. Da er in der Lage war, fließend Russisch zu sprechen, wurde er später der Kwantung-Armee in der Mandschurei zugeteilt, um als eventueller Kontaktoffizier zu den sowjetischen Behörden zu dienen. Dort wurde er zu einem engen Vertrauten der Generäle Ishiwara Kanji und Anami Korechika.
Von 1933 bis 1937 war er Befehlshaber des 41. Infanterieregiments, und von 1935 bis 1937 diente er als Stabschef der 3. Division. Als Teil einer Militärdelegation besuchte er 1937 das Deutsche Reich.
In den 1971 posthum erschienenen Memoiren Higuchis wird behauptet, er habe während seiner Stationierung in Harbin, während der er auch zum Generalmajor befördert worden war, 20.000 an der mandschurisch-sowjetischen Grenze wartenden Juden im Rahmen des Fugu-Plans die Einreise nach Mandschukuo gewährt. Bei dieser Zahl handelt es sich jedoch höchstwahrscheinlich um einen Fehler der bei der Bearbeitung durch den Herausgeber zustande kam. Die heutige Forschung geht davon aus, dass nicht mehr als 5.000 Juden in der Zeit zwischen 1938 und 1941, als der Krieg zwischen Deutschland und der Sowjetunion diese Fluchtroute für europäische Juden verschloss, die sowjetisch-mandschurische Grenze überquert haben.
Ende 1938 wurde Higuchi nach Japan zurückgerufen und diente dort kurz im Kaiserlich Japanischen Generalstab, bevor er zum befehlshabenden Offizier der 9. Division ernannt wurde. 1942 folgte im Zuge seiner Versetzung zur 5. Regionalarmee im Bereich Sapporo die Beförderung zum Generalleutnant. Mit dieser nahm er an der Invasion der Aleuten teil, inklusive der Landungen auf Attu und Kiska Island. 1943 diente er dort bis zur Rückeroberung der Inseln durch die USA als Verwalter der besetzten Gebiete. Anschließend organisierte er als Befehlshaber der Nördlichen Distriktarmee die Verteidigung der nördlichen japanischen Inseln gegen eine erwartete US-Invasion. Aus diesem Grunde ließ er Befestigungen auf Schumschu, den Kurilen und der Präfektur Karafuto anlegen.